# 希瓦吉讷格尔
希瓦吉讷格尔（Shivajinagar）是印度马哈拉施特拉邦钱德拉布尔县的一个城镇。总人口14793（2001年）。

## 人口
该地2001年总人口14793人，其中男性7902人，女性6891人；0—6岁人口2022人，其中男1053人，女969人；识字率68.35%，其中男性为76.25%，女性为59.29%。